# Spiral Knights
Spiral Knights è un gioco di ruolo online multigiocatore di massa sviluppato da Three Rings Design e pubblicato da SEGA. Il gioco in Java, gratuito, è stato distribuito pubblicamente il 4 aprile 2011.

## Modalità di gioco
Il gameplay di Spiral Knights è stato paragonato a quello di The Legend of Zelda: Four Swords Adventures, un gioco d'azione e avventura con uno stile di combattimento in tempo reale. I giocatori vestono i panni di uno Spiral Knight, equipaggiato con armi da fuoco, bombe, corazze e spade di calibro differente, stanziato su un pianeta sconosciuto dove dovrà lottare per sopravvivere. Il punto di ritrovo centrale del mondo è chiamato Haven. Qui, i giocatori possono interagire e socializzare liberamente. Dall'Haven è possibile accedere ai Clockworks, simili ai dungeon della maggior parte dei MMORPG, e farsi strada lottando attraverso numerosi livelli, spesso con l'aiuto di altre persone. I giocatori possono assemblare una squadra prima di accedere al dungeon o essere abbinati automaticamente a una già esistente. I Clockworks sono disposti secondo tre livelli di difficoltà, in ordine crescente. Quelli più difficili richiedono che il giocatore disponga di un equipaggiamento di qualità superiore.

## Economia
L'economia del gioco è basata sulle due valute Crowns (corone) ed Energy (energia), entrambe indispensabili per proseguire nel gioco. Le Crowns si ottengono sconfiggendo mostri, distruggendo alcuni oggetti nei dungeon o vendendo strumenti e si usano principalmente per comprare o creare oggetti. L'Energy si usa principalmente per creare oggetti o acquistare ingredienti rari, sbloccare aree bonus, resuscitare il giocatore dalla morte o attivare dei guerrieri robot. Prima dell'aggiornamento era necessaria l'energia chiamata Mist per accedere ai clockwork. I giocatori possono acquistare con denaro reale ogni quantità di energia desiderata. A causa di uno squilibrio nel sistema di economia, con l'aggiornamento del 17 maggio Three Rings ha fatto in modo che gli oggetti di qualità superiore rimanessero per sempre legati al giocatore che li ha creati..